# Ardesia (colore)
A destra è mostrato il colore ardesia. L'ardesia, che prende il proprio nome dall'omonima roccia è una tonalità di grigio con dei leggeri riflessi di azzurro.